# Мойр, Иан
И́ан Мойр (англ. Ian Moir; 30 июня 1943 — 26 марта 2015) — шотландский футболист, выступавший на позиции крайнего полузащитника.

## Футбольная карьера
После окончания школы 15-летний уроженец Абердина Иан Мойр перешёл в молодёжную академию английского клуба «Манчестер Юнайтед». Его обнаружил скаут «Юнайтед» в Шотландии Энди Битти. Дебют Мойра в основном составе «Манчестер Юнайтед» состоялся 1 октября 1960 года в матче Первого дивизиона против «Болтон Уондерерс». В том же матче вместе с Мойром в составе «Юнайтед» дебютировал Нобби Стайлз. Мойр играл на позиции вингера, обладая хорошей техникой и скоростью, однако не смог закрепить за собой твёрдое место в основном составе. В сезоне 1963/64, своём лучшем сезоне в «Юнайтед», он провёл 18 матчей и забил 3 гола. В дальнейшем с появлением в составе Джорджа Беста он стал выходить на поле всё реже, и в феврале 1965 года был продан в «Блэкпул», который тогда тренировал Рон Суарт, за 30 000 фунтов.
Мойр провёл свою первую игру за «Блэкпул» 13 февраля 1965 года в матче против «Лестер Сити» на «Блумфилд Роуд». Выступал за клуб до весны 1967 года, сыграв в 61 матче чемпионата и забив 12 мячей. Затем перешёл в клуб «Честер Сити», в котором провёл сезон 1967/68.
В 1968 году перешёл в валлийский клуб «Рексем». Выступал за команду до 1972 года, сыграв 150 матчей в лиге. Был любимцем болельщиков, демонстрируя отличную технику игры на фланге.
Сезон 1972/73 провёл в клубе «Шрусбери Таун», после чего вновь вернулся в «Рексем».
В 1975 году отправился в ЮАР, где играл за клуб «Аркадия Шепердс».
В дальнейшем выступал за английский «Озуэстри Таун» и валлийский «Колуин-Бей».

## После завершения футбольной карьеры
После завершения футбольной карьеры переехал в Честер, где прожил остаток своей жизни. Работал в компании British Nuclear Fuels.
Умер от рака 26 марта 2015 года.